# Amt Grabow-Land

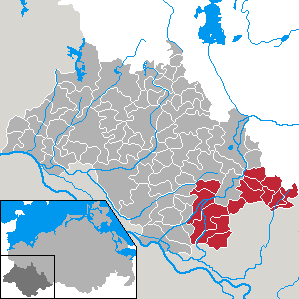
Amt Grabow-Land im Landkreis Ludwigslust

Im Amt Grabow-Land im ehemaligen Landkreis Ludwigslust in Mecklenburg-Vorpommern mit Sitz in der nicht amtsangehörigen Stadt Grabow waren seit 1992 die 15 Gemeinden Balow, Brunow, Dadow, Dambeck, Eldena, Karstädt, Kremmin, Krinitz, Milow, Möllenbeck, Muchow, Prislich, Steesow, Werle und Zierzow zur Erledigung ihrer Verwaltungsgeschäfte zusammengeschlossen.
Am 13. Juni 2004 wurde Dadow nach Gorlosen, Krinitz nach Milow und Werle nach Prislich eingemeindet. Die Gemeinde Gorlosen kam am 13. Juni 2004 aus dem aufgelösten Amt Malliß zum Amt Grabow-Land.
Das Amt Grabow-Land fusionierte am 1. Januar 2005 mit der Stadt Grabow zum neuen Amt Grabow.